# Springfield (fictieve plaats)
Springfield is de fictieve stad waar de televisieserie The Simpsons zich afspeelt. Het ligt bij Shelbyville en Capital City in een Amerikaanse staat die nooit genoemd wordt. De aanwijzingen voor een bepaalde staat zijn tegenstrijdig. Springfield is een veel voorkomende plaatsnaam in de VS. Omdat de nummerborden met NT en TA in de serie te zien zijn, wordt de staat waarin Springfield ligt wel North Takoma genoemd.
Springfield is een klein stadje dat is opgericht in 1796 door Jebediah Springfield. In het stadje bevinden zich een kernreactor, twee lagere scholen (Springfield Elementary School en East Springfield Elementary School), een minor league baseball stadion, een vliegveld, een aan de oceaan gelegen haven, een stadscentrum, het ravijn van Springfield, heuvels van Springfield, een groot terrein met brandende banden, een getto, een Russische wijk, haar eigen Little Italy, diverse winkelcentra, Moe's, een café dat eigendom is van Moe Szyslak, en Barney's Bowl-A-Rama, een bowlingbaan waar Barney Gumbles oom eigenaar van is.
De dichtstbijzijnde plaats is Shelbyville. Er is sprake van een sterke rivaliteit tussen de steden die teruggaat op een vete tussen hun respectievelijke stichters — Jebediah Springfield en Shelbyville Manhattan. Manhattan wilde een stad stichten waar het mogelijk was voor iedereen om met neven en nichten te trouwen, maar Springfield weigerde dit toe te staan en zo is Shelbyville geboren als concurrerende stad. Het verhaal van de ruzie tussen Jebediah Springfield en Shelbyville Manhattan verwijst naar het historische verhaal over de overeenkomst tussen Asa Lovejoy en William Overton om een claim op een stuk land in te dienen, en de ruzie tussen Lovejoy en Francis W. Pettygrove over de naam van Portland, Oregon (waar Matt Groening opgroeide, een van de bedenkers van de Simpsons).

## Geschiedenis
Springfield is opgericht in 1796 door kolonisten die een route naar Maryland probeerden te vinden na het verkeerd uitleggen van een passage in de Bijbel. In haar vroege dagen was de stad het doelwit van veelvuldige overvallen van Indianen en tot de dag van vandaag zijn er vele forten en ruilhandelposten over (zoals Fort Springfield en Fort Sensible). Hier was ook de plek waar twee veldslagen uitgevochten werden tijdens de Amerikaanse Burgeroorlog (zie ook Battle Of Springfield (The Simpsons) voor meer informatie).
De stichter van Springfield was pionier Jebediah Springfield, overal in de stad wordt hij gevierd als een moedige en trotse Amerikaanse held. Ooit heeft hij op een heroïsche manier een beer met zijn blote handen gedood en deze daad is vereeuwigd in de vorm van een bronzen standbeeld voor het stadhuis.
Echter, revisionistische historici hebben uitgemaakt dat het waarschijnlijker is dat de beer Springfield heeft gedood dan andersom. Lisa Simpson zou later ontdekken dat Jebediah Springfield in feite Hans Sprungfeld is, een moorddadige piraat en vijand van George Washington, maar ze besluit dat de mythe van Springfield moet blijven voortbestaan en houdt haar bevindingen verborgen.
In het midden van de 20e eeuw bereikt de stad het hoogtepunt van haar succes wanneer ze de thuishaven wordt van de Aquacar, een auto waarmee ook op het water gereden kan worden (zoals op een boot). Op dit punt zijn de straten van de stad letterlijk geplaveid met goud. Ongelukkig genoeg, zoals uitgelegd wordt in Are We There Yet? The Simpsons: Guide to Springfield, stortte deze economie in elkaar toen men erachter kwam dat de Aquacar onderhevig was aan het spontaan exploderen na 600 mijl en/of knopen. De stad is nooit echt hersteld van deze tragedie (het goud is vermoedelijk naar de Sultan van Brunei gegaan om een van zijn vele olifantenkuddes te kunnen herbergen), maar er is nog steeds wat zware industrie in het stadje overgebleven. Hieronder een aantal fabrieken voor Ah! Fudge, Southern Cracker, vuurwerk, snoep, kratten en hoogovens.
Springfield is ooit bijna aangewezen geweest voor de Olympische Zomerspelen, maar door de streken van Bart Simpson werden de leden van het Internationaal Olympisch Comité zo kwaad dat ze aan haar voorbijgingen.
Ze heeft ook bijna een National Football League franchise team gekregen, maar Abraham Simpson viel de commissaris van de NFL aan – hij hield hem voor een inbreker – terwijl hij een telefoon van de Simpsons gebruikte.
In Bart-Mangled Banner draait Bart per ongeluk zijn blote billen naar de vlag van de V.S. (een uiting van grove minachting) en moeten de Simpsons in een talkshow verschijnen om de zaak uit te leggen. Echter, de presentator draait het zo, dat het lijkt alsof Springfield Amerika haat. Wanneer de rest van de V.S. hier heftig op begint te reageren en zelfs met vergelding komt, verandert Burgemeester Quimby de naam van Springfield in "Libertyville". Een enorme patriottische gekte barst los, waarin alles wat te koop is $17,96 kost, zelfs huizen.

## Geografie en klimaat

### Geografie
In de directe omgeving van Springfield ligt een aantal interessante landschapselementen: bergen, ravijnen, reuzensequioa's, een woestijn, een bos, meren, rivieren en een vulkaan. Springfield ligt aan de rand van een groot water, mogelijk een oceaan. Het is ook gezegd dat de oppervlakte van West Springfield ongeveer driemaal zo groot is als Texas (vijftig keer Nederland), en dat het exact op Texas lijkt qua vorm.
Bekend zijn onder andere Springfield Gorge, Springfield National Forest, Mt. Springfield, Springfield Harbor, Springfield Badlands, de Murderhorn (grap over de Matterhorn), Mount Doom (geheime schuilplaats van de kwaadaardige Doctor Colussus), Springfield Glacier, Window's Peak en Mt. Carlmore.

### Stadsindeling
De stad is verdeeld in districten, als Skid Row, Lower East Side (een Joods district), Springfield Heights, Bum Town, East Springfield, Recluse Ranch Estates, Junkieville, Pressboard Estates, South Street Squidport, Little Newark, Crackton, een Russische wijk, West Springfield, Tibet Town, Little Italy en een homobuurt. Korte tijd was Springfield opgedeeld in twee aparte steden; Olde Springfield en New Springfield, op grond van de netnummers. Rijk Olde Springfield, met Mayor Quimby, nieuwspresentator Kent Brockman en bullebakken als Nelson Muntz, waren gescheiden van elkaar door een muur die opgericht was door het arme New Springfield. Mayor Quimby behield de controle over Olde Springfield, terwijl Homer Simpson New Springfield bestuurde. De steden werden later herenigd dankzij een concert van The Who.
Stadjes in de nabijheid van Springfield (dicht genoeg om in de Springfield News opgenomen te worden) zijn North Haverbrook, Shelbyville, Ogdenville, Brockway en Cranford.

### Klimaat
Springfield ligt in een gebied waar het regent en sneeuwt. Meestal is de lucht echter blauw en schijnt de zon.
Springfield heeft last gehad van een aantal natuurlijke rampen zoals lawines, aardbevingen, zure regen, overstromingen, orkanen, heftige blikseminslagen, tornado's en vulkaanuitbarstingen.

### Vervuiling
Volgens de Are We There Yet? Guide to Springfield, worden bezoekers van buiten Springfield geadviseerd om continu een stralingspak te dragen en een geigerteller bij zich te hebben, omdat de stad mogelijk de meest radioactieve in de VS is. Dit komt doordat de Springfield Nuclear Power Plant gebouwd is tijdens een ongelofelijk lakse periode van de Nuclear Regulatory Commission waarin de kern van de reactor niet door meerdere lagen beschermend beton en grafiet omhuld was, maar door pleisterwerk met een hoefijzer aan een spijker. Het is zo gevaarlijk dat Mr. Burns (de eigenaar van de kerncentrale) een vluchtvoertuig heeft gebouwd, dat gebruikt kan worden in het geval van een meltdown. Het is echter nog nooit gelanceerd tijdens een meltdown, behalve toen Homer in de Kernfysische Oefenruimte zat. Ogenschijnlijk veroozaakte hij een meltdown terwijl er in werkelijkheid geen straling in de cabine was. Daarnaast geeft het management zijn werknemers bonussen voor het opslaan van nucleair afval in gebouwen; in sommige afleveringen zijn vaten met kernafval zichtbaar in de kelder van de Simpsons. Dit is waarschijnlijk ook de reden dat internationale wetgeving het exporteren van voedsel uit Springfield verbiedt. Diegenen die zich wagen in een lokale supermarkt of boerenmarkt kunnen een nauwelijks hoorbare zoemtoon waarnemen.
Springfield is ook het thuisfront van de grootste Band-Brand in de staat waarin in 2006 al veertig jaar onafgebroken autobanden branden, wat niet helpt bij het verbeteren van de luchtkwaliteit.

## Inwoners en cultuur

### Demografie
Springfield is de thuishaven van vele rassen, en culturen, waaronder Europese Amerikanen (de Simpsons, Flanders en de Van Houten gezinnen), Afrikaans-Amerikanen (de Hibberts, Carl), Latinos (Bumblebee Man), Zuid-Aziaten (Apu en zijn familie, "Two Guys From Kabul") en Oost-Aziaten (Cookie Kwan, Akira).
Er gaapt een diepe kloof tussen de rijke burgers (zoals Krusty the Clown en Montgomery Burns) en de arme burgers (Nelson Muntz en Cletus Spuckler).

### Misdaad
Er is een aantal gevangenissen in Springfield, waaronder Springfield Penitentiary, Springfield Minimum Security Prison, Springfield Women's Prison, Waterville Prison en Montgomery Burns State Penitentiary. De politie van Springfield (Springfield Police Department of SPD), die geleid wordt door Police Chief Clancy Wiggum, is een grotendeels corrupte en incompetente organisatie. Er is een tijd geweest in de geschiedenis van de stad waarin de taken van de politie overgedragen werden aan Springshield die bestuurd werd door Homer Simpson met behulp van zijn vrienden Lenny en Carl. De meeste georganiseerde misdaad in de stad wordt geregeld door maffiabaas Fat Tony, maar er is ook een kleine afdeling van de Japanse Yakuza.

### Kunst & entertainment
Springfield heeft een opera, een amfitheater, een bioscoop genaamd "The Googolplex", een dynamische jazzscene en wordt de entertainmenthoofdstad van de staat genoemd. Er is ook een bovengemiddeld aantal musea in de stad, waaronder Springfield Museum, Springfield Knowledgeum, Springfield Museum of Natural History, Springsonian Museum, en een postzegelmuseum. Er is ook ooit een concertgebouw geweest, maar dit is gesloten na de eerste twee noten van Beethovens Vijfde Symfonie en omgebouwd tot Montgomery Burns State Penitentiary (een gevangenis).

### Media
De lokale krant is de The Springfield Shopper en de populairste tv-zender is KBBL-tv(Channel 6), met Kent Brockman, Scott Christian en Arnie Pie bij het nieuws, Krusty the Clown en eerst Sideshow Bob, later Sideshow Mel, bij entertainment en Bill & Marty op de radio. Daarnaast is er Channel Ocho, een Spaanstalige/latino zender met onder andere the Bumblebee Man.

### Religie en geloof
Religie en geloof spelen een grote rol in de Springfieldse samenleving. De grootste kerk schijnt de First Church of Springfield te zijn, een presbylutheraanse kerk met als voorganger dominee Timothy Lovejoy. Er is ook een synagoge (voorganger Rabbi Hyman Krustofski), een moskee, een katholieke kerk (alias The Cathedral of Downtown), een episcopale kerk en een boeddhistische tempel. Apu, een Hindoe, heeft een standbeeld van de god Ganesha in zijn Kwik-E-Mart.
In de aflevering The Joy of Sect, zijn er veel Springfielders die bij een sekte genaamd Movementarianism gaan, maar al snel vertrekken ze weer als het oplichterij blijkt te zijn. Volgens dominee Lovejoy in The Simpsons: Guide to Springfield door Matt Groening, is er ook een alliantie van mensen die afgescheiden zijn van de presbyterianen om een Inanimate Carbon Rod te aanbidden. Lenny Leonard, Carl Carlson en Lisa Simpson zijn praktiserende boeddhisten.
Er is ook een Steenhouwersloge (op dit moment bekend als "The Ancient Society of No-Homers"), waarvan praktisch iedere man in de stad (met uitzondering van Homer Simpson) lid is.
Het dagelijks bestuur van de stad is seculier. In 1963 is er een wet aangenomen waarin het verboden wordt om te bidden op plaatsen die eigendom zijn van de stad. In een andere aflevering is een veroordeelde te zien die gevangengezet wordt voor het opzetten van een kerststal op de openbare weg. In Sweet Seymour Skinner's Baadasssss Song ontslaat Superintendent Chalmers directeur ad interim Ned Flanders als hij hem "Thank The Lord" over het omroepsysteem hoort zeggen.

### Sport
Er zijn een sportteams en arena's: het Springfield Isotopes AA-honkbalteam, de Springfield Speedway, een monstertruckrally (met Truckasaurus), het Americanfootballteam de Springfield Atoms, het arena-footballteam de Springfield Stun, het hockeyteam de Springfield Ice-otopes, de Associatie van Springfield Semi-Pro Boxers en een hondenrenbaan.

### Economie
De economie van Springfield, alhoewel eens booming, is nu kwakkelend. Er is een aantal zware industrieën in het stadje, zoals fabrieken van Ah! Fudge Chocolate, Southern Cracker, vuurwerk, snoep, kratten alsmede hoogovens. Veel Springfielders werken bij de Springfield Nuclear Power Plant. Ook Duff Beer heeft zijn thuishaven in Springfield.

## Organisatie

### Bestuur
De burgemeester van Springfield is de Democraat Joe Quimby, een onbetrouwbare vrouwenversierende politicus die ooit heeft toegegeven geld uit de overheidskas te gebruiken voor het vermoorden van zijn vijanden. Hij is kortstondig "van de troon gestoten" geweest dankzij Sideshow Bob Terwilliger, maar is later in zijn ambt hersteld toen Bob afgezet werd wegens stembusfraude. Zijn positie is ooit in gevaar geweest door een zogenaamde recall election (dat wil zeggen dat er gestemd wordt om hem af te zetten door alle stemgerechtigden), maar geen enkele van de opvolgende kandidaten kreeg genoeg stemmen om hem voor te blijven.
Nadat de burgemeester kortstondig de stad had verlaten wegens vermiste loterijfondsen, heeft de lokale afdeling van MENSA (Lisa Simpson, Dr. Julius Hibbert, Lindsey Naegle, Comic Book Guy, en Prof. Frink) de hele boel overgenomen. De klokken gingen naar metrische tijd, groene lichten werden van de verkeerslichten geschrapt en brachten de stad in de top driehonderd steden van de VS. Om precies te zijn op de 299ste plaats, boven East Saint Louis, Illinois.
In het Congres werd Springfield vertegenwoordigd door afgevaardigde Bob Arnold, die later geschorst werd voor het aannemen van steekpenningen. Echter in de aflevering "Mr. Spritz Goes to Washington", wordt gesteld dat Horace Wilcox al sinds [1933] afgevaardigde is. Nadat Wilcox overlijdt, wil Krusty the Clown afgevaardigde worden als lid van de Republikeinse Partij. Hij wint de verkiezingen. Hij is nu nog steeds afgevaardigde, sinds de aflevering "The Ziff Who Came To Dinner".

#### Wetten, statuten en voorstellen
Gokken is legaal in Springfield, net als het homohuwelijk, ruilhandel in kinderen en vissen met dynamiet. Een korte tijd is de drooglegging heringevoerd geweest ("spirituous beverages are hereby prohibited in Springfield under penalty of catapult").
Er geldt een aantal ongewone statuten in Springfield, zoals "De hoofdcommissaris van politie ontvangt iedere maand een varken en twee schone deugdzame meiden", "Het is verboden om dreigbrieven te sturen en eekhoorns in uw broek te steken met gokken ten doel" en "Vijf schoppen tegen hetzelfde blikje zal gelden als het illegaal vervoeren van afval".
Voorstel 24, dat beoogde alle illegale immigranten uit Springfield te deporteren, wordt aangenomen met 95% van de stemmen aan het eind van "Much Apu About Nothing". Marge en haar familie zijn succesvol in het lobbyen voor Voorstel 242, een initiatief van stemgerechtigden onder de vlag "Family Comes First" in de aflevering "Marge vs. Singles, Seniors, Childless Couples and Teens, and Gays". In "Three Gays of the Condo" wordt er een billboard opgezet door Patty en Selma waarop met grote letters te lezen valt "YES! on Proposition 104 – Homer out of Springfield".

### Onderwijs
Er is een behoorlijk aantal openbare en privé scholen in Springfield, waaronder twee basisscholen (Springfield Elementary School & East Springfield Elementary School), een middelbare school en een aantal universiteiten zoals Springfield A&M, Krusty's Clown College, de University of Springfield, en de Springfield Heights Institute of Technology.

### Vervoer
Er lopen verschillende snelwegen door Springfield, zoals de Michael Jackson Expressway (Interstate Route 401, oftewel de voormalige dalai lama Expressway), de onvoltooide Matlock Expressway, Interstate 95, Route 202 en Rural Route 9. Er is ook een spoorweg, een verlaten aquaduct en een roltrap naar nergens. Er is ook korte tijd een monorail geweest, maar die is gesloten na zijn rampzalige inwijding.
De stadsbussen verzorgen openbaar vervoer op lijn 22 op maandagen, woensdagen en vrijdagen en lijn 22a op dinsdag en donderdag. Er is nog een buslijn, de 108, zoals te zien in Future-Drama.
Springfield heeft ook een vervallen metrolijn die waarschijnlijk gesloten is vanwege de trillingen die werden veroorzaakt door de treinen die door de tunnels reden. In een aflevering breekt Bart in een van de verlaten stations en richt hij schade aan door de metro door de tunnels te laten rijden.

## Waar is Springfield?
De locatie van Springfield is een reeds langlopende grap in de serie. Gebaseerd op het feit dat 34 staten in de Verenigde Staten ten minste één gemeenschap, dorp of stad hebben met deze naam. In afleveringen wordt regelmatig de draak gestoken met het feit dat de echte locatie van Springfields staat nog nooit onthuld is, door nog meer conflicterende omschrijvingen toe te voegen en obscure kaarten te laten zien.
De exacte geografische locatie van Springfield is een groot discussiepunt, maar veel afleveringen maken duidelijk dat Springfield in een niet bestaande staat ligt, en niet in een van de 50 staten die in de echte wereld bij de V.S. horen.
Een internetpagina waarop over Springfields locatie wordt gediscussieerd, verklaart dat door de vele tegenstrijdige aanwijzingen, het onmogelijk is dat Springfield werkelijk bestaat. Echter, in de aflevering Trash of the Titans wordt de stad zo ernstig vervuild (door Homers incompetentie als sanitatiecommissaris), dat haar gebouwen acht kilometer verplaatst worden. Dit zou kunnen betekenen dat de stad in meerdere staten ligt binnen de verschillende afleveringen. Dit zou ook de discrepanties kunnen verklaren waarom er soms een haven is en soms niet.
Desalniettemin zijn de volgende vergelijkingen van de Simpsons' hun geliefde Springfield in vergelijking met echte plaatsen gemaakt.
In een aflevering waarin Homer begint met het gebruik van marihuana zegt zijn dochter dat het legaal is om marihuana te gebruiken om medische redenen. Dit zorgt ervoor dat het zoeken vergemakkelijkt wordt naar de staten Alaska, Californië, Colorado, Hawaï, Maine, Montana, Nevada, Oregon, Rhode Island, Vermont en Washington. Niet te vergeten dat er in de aflevering The PTA Disbands wordt gezegd dat Springfield bij het noorden hoort tijdens de burgeroorlog. Men krijgt er ook 10 cent voor een gerecycleerde fles, en Michigan is de enige staat waar je dit bedrag voor gebruikte flessen krijgt.
In een interview heeft Matt Groening bekend dat het fictieve stadje Springfield gebaseerd is op Springfield (Oregon).

### De Amerikaanse Burgeroorlog
De enige hint die nooit verandert, zit in de referenties naar de Amerikaanse burgeroorlog. Troepen uit Springfield dragen blauwe uniformen van de Blauwbloezen, waarmee de stad ten noorden van de Mason-Dixonlinie geplaatst wordt. Een andere hint is dat er in een aflevering door de Capitol City Goofball wordt gezegd dat de staat waar Springfield in ligt een noordelijke staat is.

### Oregon
Matt Groening, de bedenker van de Simpsons, groeide op in Eugene (Oregon). Vanuit het perspectief van zijn jeugd is Springfield (Oregon) om de hoek. Groening heeft ook in Portland (Oregon) gewoond. De show heeft een aantal referenties naar kenmerken in Portland – Terwilliger Street (Robert Onderdonk Terwilliger alias Sideshow Bob), Lovejoy Street en park (Eerwaarde Timothy Lovejoy is de dominee van de Simpsons' kerk; Asa Lovejoy was een partner in de landtoewijzingen van 1843 waar later Portland op gebouwd is, en Northeast Flanders St. waarop de bordjes "NE Flanders St" afgedrukt staat.
Veel Simpsonsfans geloven dat Springfield (Oregon) het Springfield uit de show is. Deze bewering houdt redelijk stand vanwege het uit de buurt hiervan komen van de maker van de show.
In de aflevering Mr. Spritz Goes to Washington zegt Marge dat ze wonen aan de oostkust, wat zou betekenen dat ze niet in Oregon wonen. Echter, in You Only Move Twice schrijft Hank Scorpio een brief waarin staat; "Als jullie ooit aan de oostkust zijn, laat dan wat horen", wat impliceert dat ze niet in het oosten van de VS wonen.
In een interview heeft Matt Groening bekend dat het fictieve stadje Springfield gebaseerd is op Springfield (Oregon).

### Kentucky
In de aflevering Behind the Laughter beschrijft de verteller de Simpsons als een "noordelijke Kentucky familie". Echter, in herhalingen, is dit veranderd in "zuidelijk Missouri, om de verwarring te vergroten. Er zijn Springfields en Shelbyvilles in zowel Kentucky als Missouri. In de Bluegrass regio van Kentucky is een Springfield, een Shelbyville en een Simpsonville te vinden binnen 25 mijl van elkaar. Echter is het wel zo dat in deze aflevering de Simpsonsfamilie acteurs zijn die zichzelf "spelen" en de gebeurtenissen in de aflevering worden niet erkend als zijnde onderdeel neergezette continuïteit van de serie.
In de officiële Simpsons Episode Guide staat geschreven dat de aflevering Behind the Laughter Kentucky situeert als thuisstaat van Springfield. Daarbij wordt vergeten te vermelden dat, vanwege de inhoud van de aflevering, de nauwkeurigheid van deze bewering sterk in twijfel getrokken kan worden.
In een latere aflevering tijdens seizoen 13 (Sweets and Sour Marge), zegt Mr. Burns dat hij suiker de grens over zal smokkelen vanuit het zuiden, waarop Homer antwoordt; "Oh, you mean Tennessee?", waarmee dus geïmpliceerd wordt dat ze in Kentucky wonen. In de aflevering, Brake My Wife, Please, wanneer Homer uitbarst in een luidkeels gezang, is er een ster zichtbaar op de kaart, waarop Homer naar Californië loopt. De ster is geografisch gezien geplaatst in Kentucky
In de aflevering Bart vs. Lisa vs. The Third Grade zeggen de Capitol City Goofball-mascotte en -afgevaardigde; "It is time to address our state's flag. This Confederate symbol is an outrage, particularly because we are a northern state.". Dit betekent echter niet dat de Simpsons niet in Kentucky zouden kunnen wonen, omdat het namelijk geen deel was van de Confederatie; het was min of meer een grensstaat, in essentie een slavenstaat die bij de Unie bleef tijdens de burgeroorlog.
Zelfs als deze informatie Kentucky zou verwijderen van de lijst met mogelijkheden, moet er nog rekening gehouden worden met een andere factor. Springfields rivaliserende stad, Shelbyville, is een minder gewone naam voor een stad en komt in slechts vijf staten voor die óók een Springfield hebben. Deze staten zijn Tennessee, Missouri, Kentucky, Indiana en Illinois. De staat die de kortste afstand tussen de twee steden heeft is Kentucky met ongeveer 53,4 mijl. Het zou alleen toeval zijn als dit de enige connectie tussen de twee zou zijn, maar Shelbyville, KY ligt zelfs in dezelfde county (Shelby) als Simpson, KY. Kentucky is ook de ligplaats van Simpson county, in het zuidwestelijke gedeelte van de staat. De county is genoemd naar Kapitein John Simpson, een officier die gevochten heeft in de "Battle of Fallen Timbers" tijdens de Noordwestelijke Indianenoorlog, en gestorven in de "Battle of River Raisin" tijdens de oorlog van 1812. Het is waarschijnlijk dat Jebediah Springfield losjes gebaseerd is op het idee van John Simpson.

### Florida
Volgens het computerspel The Simpsons Hit & Run ligt Springfield in Florida, maar dit kan weggestreept worden door de aflevering Special Edna waarin een bord in Springfield laat zien dat de afstand tot aan Orlando simpelweg te groot is om in dezelfde staat te kunnen liggen. Er is ook ander bewijs tegen dit feit in de aflevering "Kill the Alligator and Run", waarin de familie op vakantie gaat in Florida (waar Homer aan refereert als America's Wang) en wordt verboden ooit nog terug te keren. Nadat de Simpsons uit Florida zijn weggestuurd markeren Homer en Marge de staat op een kaart, waar slechts nog twee staten ongemarkeerd op staan, en waar ze dus nog welkom zijn: Arizona en North Dakota.
In het "Starship Poopers" stukje uit Treehouse of Horror IX wordt onthuld dat het buitenaardse wezen Kang eigenlijk Maggie's vader is. Een zoom-out plaatst Springfield in Florida. Hierbij moet echter opgemerkt worden dat Treehouse of Horror afleveringen geen continuïteit hebben met de rest van de serie.
Een andere belangrijke factor om in acht te nemen is het mediterrane klimaat van Florida. Een plaatsje in Florida zou niet de grote hoeveelheid sneeuwval zien die we bij de Simpsons zien tijden kerstafleveringen. De afwezigheid van palmbomen in Springfield indiceert ook dat de show niet in Florida plaatsvindt.

### New Jersey
In een aflevering schrijft Lisa een brief aan Mr. Burns en de brief wordt verstuurd aan C. Montgomery Burns, Springfield, New Jersey.
In de aflevering "My Sister, My sitter, en in het videospel The Simpsons Hit & Run, is er een winkelcentrum genaamd "Squidport" met een metalen boog met daarop met de boog meelopende letters "Squidport". Vreemd genoeg is het hele complex bijna gelijk aan het winkelcentrum in Toms River, New Jersey, de Seacourt Pavilion, met een nagenoeg identiek naambord, zelfde lettertypen in exact dezelfde stijl.

### Midwesten
In een van de bankgrappen (die niet beschouwd kunnen worden als daadwerkelijke feiten), wordt uitgezoomd en toont het huis van de Simpsons in Springfield, Illinois. Deze Springfield heeft een Shelbyville ongeveer vijftig mijl naar het zuidoosten en een kernreactor veertig mijl naar het noordoosten. Toch is er geen enkele indicatie dat dit het daadwerkelijke Springfield van de Simpsons is. Toch wordt in The Simpsons direct gerefereerd aan de stad uit Illinois; in de aflevering waar Homer 's nachts op een kerkhof een graf graaft, wordt de aarde op het graf van Adlai Stevenson (Een prominente politicus uit Illinois en tweemalig VS presidentskandidaat, begraven in Bloomington, ongeveer vijftig mijl naar het noordoosten) gegooid; Deze theorie wordt weerlegd in de aflevering "Brother, Can You Spare Two Dimes?", wanneer er door een ticketagent gevraagd wordt of hij tickets naar Springfield, Illinois wil, Herb zegt nee, wat zou betekenen – in ieder geval in deze aflevering – dat Springfield niet in Illinois ligt.
De bankgrap uit de aflevering "The Ziff Who Came to Dinner" brengt nog meer beroering in de discussie. De scène toont een zoom-out naar een satellietoverzicht, zonnestelsel et cetera, alsin een parody op de documentaire Powers of Ten uit 1977. In de scène is weel wolkendek te zien, maar plaatst Springfield ergens in het midwesten, waarschijnlijk in de nabijheid van de rivier de Mississippi. Deze locatie wordt ook gesuggereerd in de aflevering "Lisa the Tree Hugger" waarin Lisa probeert om de oudste boom van Springfield te beschermen. Om dit te doen beklimt ze een mammoetboom om te voorkomen dat een houthakkersteam de boom omhakt. Terwijl er neergekeken wordt vanuit de boom op Springfield, is er een bouwwerk zichtbaar dat lijkt op de Gateway Arch in Saint Louis (Maar ook The Needle in Seattle). Ook is er een grote rivier zichtbaar.
In de aflevering "Marge vs. the Monorail" verklaart monorail verkoper Lyle Lanley "I've sold monorail systems to Brockway, Ogdenville, and North Haverbrook! And, boy, it put them on the map!". Vervolgens houdt hij een kaart van de V.S. omhoog waar deze steden de enige zijn die aangegeven zijn. Marge rijdt later naar het dichtbijgelegen North Haverbrook. De kaart toont North Haverbrook liggend in het Midwesten, ongeveer in Iowa. In de aflevering "Mr. Lisa Goes to Washington", wanneer het Lisa's beurt is om te spreken, wordt een kaart getoond waar Springfield in Illinois ligt.
In de aflevering "The Springfield Files" zegt Mulder tegen Scully dat er nog een UFO gezien is in het hart van Amerika, hierbij refererend aan Homers ontmoeting met een buitenaards wezen; dus tijdens die aflevering was Springfield hoogstwaarschijnlijk in het Midwesten gesitueerd.
Homer suggereert dat Springfield binnen een staat ligt die aan een van de grote meren ligt. Hij zei:
Oh, why did I take it [the wedding ring] off? ... Oh, right! To see if I could skip it across Lake Michigan.

### Waar Springfield niet is
Principal Skinner merkt op dat het verkopen van kinderen alleen legaal is in Springfield en Mississippi.
Daarnaast, in de aflevering "Homer Badman" zegt Opa Simpsons terwijl hij een vlag met slechts 49 sterren ophangt; "I'll be deep in the cold, cold ground before I recognize Missouri."
In de aflevering "And Maggie makes Three", heeft Homer het over een jonge schoenenpoetser die zijn droombaan heeft – de bowlingbaan. Hij belooft dat de jongen het ooit zal schoppen tot Californië. In de aflevering "Homie the Clown" noemt Krusty een lijst op van plaatsen met een grappige naam, waaronder Seattle (Staat Washington) – Waarop Homer moet lachen.
In het kort, Springfield ligt niet in: Mississippi, Missouri, Californië of Washington.

### Ten westen van de Mississippi
In diverse afleveringen gebruiken de radio- en televisiestations in Springfield de roepletters KBBL. Alle radio- en televisiestations ten westen van de Mississippi, met uitzondering van een aantal zeer oude stations, beginnen met de letter K, terwijl stations ten oosten van de rivier beginnen met de letter W. Dit impliceert dat Springfield ten westen van de Mississippi moet liggen, omdat haar tv-zender de callsign KBBL gebruikt. Televisie bestond nog niet in de tijd dat het K-en-W-systeem opgezet werd, tenzij de stations in kwestie opereerden onder een duale licentie zoals KYW-AM-radio- en KYW-TV/KYW-DT-televisiezenders.

### Oostkust
Aan Springfield (Massachusetts) wordt gerefereerd door de "Springfield Memorial Bridge" waarmee Springfield West van Springfield wordt gescheiden. Dit is ook het geval in Massachusetts. Een andere referentie naar Massachusetts is dat Mayor Quimby en zijn politieke machine overeenkomsten hebben met de machtige familie Kennedy.
In aflevering 3FO6, Mother Simpson, ontdekt Homer dat een grafsteen waarvan hij altijd gedacht heeft dat deze toebehoorde aan zijn moeder, eigenlijk van Walt Whitman is. Walt Whitman is begraven in Harleigh Cemetery in Camden (New Jersey).
In de aflevering "Papa's Got a Brand New Badge" rijdt Fat Tony langs een bordje dat erg lijkt op de borden die gebruikt worden voor de United States Interstate, en heeft als routenummer 95. De echte I-95 is een belangrijke noord-zuidroute langs de oostkust van de Verenigde Staten. Hier moet echter wel bij vermeld worden dat deze aflevering een parodie was op The Sopranos, dat plaatsvindt in New Jersey en daar komt de I-95 doorheen. De Simpsons kunnen echter geen plaats hebben in New Jersey, aangezien Homer en Bart erg ver moeten rijden om de Edison National Historic Site te bereiken. In de aflevering Old Yeller Belly bouwen de amish een boomhuis voor de Simpsons, wat aangeeft dat Springfield in Ohio of Pennsylvania moet liggen. De moeder van Milhous noemt Mechaniscsburg; Er is een Mechaniscsburg in zowel Ohio als Pennsylvania.
In de aflevering Bart's Comet waarin Springfield door een komeet bedreigd wordt, bedenkt Professor Frink een plan waarin een raket wordt afgeschoten op de komeet. De racket wordt afgevuurd vanaf de Springfield Armory, die in Springfield (Massachusetts) werd opgericht tijdens de revolutie en nog steeds als historisch museum in gebruik is.
Een parodie van de serie Drawn Together plaatst Springfield in Connecticut.
In de aflevering "New Kids on the Blecch", kan L.T. Smash een vliegdekschip naar New York rijden.
In verschillende afleveringen wordt in Android's Dungeon Comics & Baseball Card Shop een Boston Red Sox hanger getoond, verwijzend naar het honkbalteam van Springfield (Massachusetts).

### Westkust
Er bestaat een sterk vermoeden dat de niet-bestaande staat west van de Mississippi ligt, ergens aan de westkust. Dit wordt ondersteund door de volgende feiten:
1. Springfield ligt aan de oceaan
2. Het heeft diverse kenmerken die alleen de westkust heeft;
  - mammoetbomen
  - mesa's
  - een tv-station dat met een K begint (aangenomen dat de Federal Communications Commission in het universum van de Simpsons gelijk is aan die in de VS)
  - zonsondergang in de oceaan

In diverse afleveringen wordt de aanwijzing gegeven dat er een kustlijn aan de oceaan is. Zo waren er bijvoorbeeld kwallen te zien die aanspoelden op Springfield Beach. Bart, Homer en de Junior Campers drijven ook eenmaal af naar de zee tijdens een uitstapje waarin ze gaan raften. Ze worden gered door naar een onbemand olieboorplatform te drijven waar een slechtlopend Krusty Burger restaurant is. Offshore olieplatforms worden in de VS gevonden voor de kust bij de Golf van Mexico en Californië. De aflevering "New Kids on the Blechh" toont dat oceaanwaardige oorlogsschepen de haven van Springfield bezoeken. In "Simpson Tide" is te zien dat de onderzeeër waarover Homer het commando voert westwaarts richting Russische wateren vaart.
De postcode van Springfield op het rijbewijs van Hans Moleman is 90701, wat Springfield in de buurt van Artesia (Californië) zou plaatsen. In de aflevering "Mr. Lisa Goes to Washington" staat er op post geadresseerd aan de Simpsons de postcode 192005.
Springfield wordt bediend door de spoorwegmaatschappij Union Pacific.

### Andere plaatsen
Springfield ligt dicht bij een samenkoming van vijf staten (in het echt bestaat deze niet), terwijl het aan de oceaan grenst. Het heeft een ravijn, een woestijn, en bergen (waaronder de hoogste in de Verenigde Staten). In de aflevering "King of The Hill" claimt Bart dat de Murderhorn meer dan vier mijl hoger is dan de hoogte van Springfield zelf. De in werkelijkheid hoogste berg van de VS is de Denali in Alaska en reist minder dan vier mijl boven zeeniveau uit. Daarnaast is de stad kwetsbaar voor zo ongeveer elke soort natuurramp die er bestaat. De combinatie komt in geen enkel gedeelte van de wereld voor.
Soms sneeuwt het in Springfield, er is een orkaan geweest, het heeft een olieplatform dicht aan de kust en aan de westkant van Springfield (Wat 50 keer groter is dan Nederland) is er een enorm olieveld. Springfield ligt ook 3200 kilometer van Arlen (Texas). Dit heeft Hank Hill gezegd in een kleine cameo. Op een bord is in de show te lezen dat Springfield 678 mijl (1085 km) bij Mexico-Stad vandaan ligt. Dat plaatst Springfield binnen Mexico zelf of in het uiterste zuidelijke puntje van Texas. Skinner rijdt met Willie's auto van Springfield naar Orlando en passeert een bord met daarop "Orlando, 2653 mijl (4250 km). De Springfield in deze aflevering moet in Oregon of in Californië liggen.
De openbaring dat Springfield ooit geheeld in het netnummergebied 636 lag en dat chaos uitbrak toen de halve stad over ging naar het nieuwe netnummer 939 verduidelijkt de situatie niet; Netnummer 636 is in Missouri, terwijl 939 in Puerto Rico ligt. In een andere aflevering refereert Superintendent Chalmers naar Springfield Elementary School als "the most dilapidated in all of Missouri" en choqueert hiermee iedereen (zowel de kijkers als personages) door deze onthulling), maar gaat daarna verder met "and that's why it was shut down and moved here, brick by brick.". Er is toevallig een Lake Springfield in Missouri.
Er is ook bewijs dat de Simpsons in Louisiana wonen. Tijdens een van de Halloween specials wordt voorgesteld dat Kang, een buitenaards wezen, de echte vader van Maggie is. Als Kang telepathisch contact met Maggie opent, reageert ze door een signaal te verzenden met haar fopspeen. Als de camera wegdraait van de aarde lijken de concentrische radiosignalen vanuit Louisiana te komen.
Marge heeft Franse voorouders, dus zou ze cajun kunnen zijn.
In een aflevering waarin de Simpsons een Prepschool bezoeken zegt Homer tegen Lisa dat hij wil betalen voor elke universiteit waar ze heen wil in South Carolina.
In de aflevering waar Lisa met Homer mee naar het werk gaat, wijst hij haar de locatie van de Springfield Power Plant op een kaart van de VS. Het lijkt een fictionele staat in het zuiden van Florida.
Een centrale snelweg genaamd Highway 401 wordt in diverse afleveringen aangehaald. Er is een snelweg 401 in de provincie Ontario in Canada die onder Toronto door loopt. Hierdoor wordt er ook gespeculeerd dat Toronto of Springfield in Ontario de setting voor Springfield is. Echter zoals hierboven zichtbaar, er zijn talloze bewijzen voor het plaatsen van Springfield in de Verenigde Staten en dus niet in Canada, waarmee deze theorie vrij snel ontkracht wordt. Er wordt wel vaak gezegd dat Springfield vlak aan de Canadese grens ligt, omdat de Simpsons regelmatig een dagtocht naar Canada maken en omdat iedereen in Springfield het Canadese volkslied kent.
Diverse afleveringen tonen reizende personages:
- De aflevering "New Kids on the Blecch" stelt vast dat het maar een paar minuten varen is naar de stad New York.
- De aflevering "Viva Ned Flanders" (en andere afleveringen waarin trips naar Las Vegas gemaakt worden) stelt vast dat Springfield makkelijk binnen een dag rijden van Las Vegas af ligt.
- De familie is naar New York en Canada geweest met de bus.
- Marge rijdt naar Ogdenville, wat waarschijnlijk in het zuidwesten was, waarschijnlijk Arizona.
- Homer rijdt naar Montana, aangenomen wordt voor een korte trip.
- De familie wordt getoond terwijl ze de Mississippi oversteken onderweg naar Washington.
- Ned Flanders trapt in een grap van Homer en gaat naar Montana om Jezus te ontmoeten.

### Springfield's State
De vlag van de staat waar Springfield in ligt (voordat er een herontwerpwedstrijd was geweest), toont een Confederale vlag die drijft (of zinkt) in een wateroppervlak met op de achtergrond een zonsopgang. Parallel aan de controverse over de vlaggen van de staten Mississippi en Georgia (De vlag moest herontworpen worden omdat ze in een "Noordelijke Staat" wonen). De vogel van de staat is de "potbellied sparrow" en de pasta is bowtie. De slogan is "Not Just Another State" en de langzittende gouverneur is Mary Bailey. De hoofdstad van de staat is "Capital City" en heeft zijn eigen Major League Baseball team.
De naam van de staat wordt nooit gezegd, maar op Homer's rijbewijs staat dat de afkorting "NT" is. Volgens producent/regisseur David Silverman ligt Springfield in de verzonnen staat "North Takoma" (een woordgrap op North Dakota en misschien ook op het noordelijke deel van de staat Tacoma in Washington). De tweeletterige afkorting NT wordt normaliter gebruikt voor Canada's Northwest Territories of Australië's Noordelijk Territorium, maar het is duidelijk dat Springfield in de VS ligt. Er zijn overal Amerikaanse vlaggen in Springfield (er is er al een te zien in de openingstheme).

### Bewijs van een running gag
In The Simpsons Movie worden alle opties in een keer uitgesloten wanneer Flanders zegt dat de vier staten Ohio, Nevada, Maine en Kentucky aan Springfield grenzen. Hierbuiten valt voor elke genoemde optie wel een Springfield in Amerika te noemen, net als voor de andere opties in de film en de serie, wat een running gag niet alleen situeert maar aantoont.

### Een redelijke conclusie?
Springfield als stad, en zijn staat, bestaan niet echt en personages komen uit alle lagen van de bevolking, uit alle gedeeltes van de Verenigde Staten. Springfield als geheel, is in feite het moderne Amerika.